# Dub v Radyni
Dub v Radyni je památný strom, dub letní (Quercus robur), který roste u pomníku obětem první světové války v zatravněné ploše na návsi v Radyni, části města Toužim v okrese Karlovy Vary. Patří spolu se stromy v Branišově a Svinově do rodiny návesních dubů, typických pro Toužimsko. Solitérní strom s pravidelnou bohatě zavětvenou korunou vejcovitého tvaru je v dobrém zdravotním stavu. Měřený obvod přímého kmene činí 318 cm, výška stromu je 26 m (měření 2014). V době vyhlášení památným stromem bylo jeho stáří odhadováno na 100 let. Za památný byl vyhlášen v roce 2010 jako krajinná dominanta a strom s významným vzrůstem.

## Stromy vokolí
- Buk u Lachovic
- Lípa u Hroníka
- Svinovské duby